# Præsidentvalget i USA 1832
Præsidentvalget i USA 1832 var det 12. præsidentvalg i USA, som blev afholdt fra fredag den 2. november til onsdag den 5. december 1832. Den siddende præsident Andrew Jackson – kandidat for Det Demokratiske Parti – besejrede Det Nationalrepublikanske Partis præsidentkandidat Henry Clay.
Ved valget blev formelle nomineringskonventioner brugt for første gang, og demokraterne, nationalrepublikanerne og Anti-Masonic Party brugte alle konventioner til at udvælge deres kandidater. Jackson vandt gennominering uden modstand, men det demokratiske konvent erstattede vicepræsident John C. Calhoun med Martin Van Buren. Nationalrepublikanerne nominerede Henry Clay som præsidentkandidat, der havde fungeret som udenrigsminister under præsident John Quincy Adams. Anti-Masonic Party nominerede den tidligere justitsminister William Wirt .
Jackson mødte kraftig kritik for sine handlinger i forbindelse med bankkrigen, men forblev populær blandt den brede offentlighed. Han vandt et flertal af vælgerstemmerne og 219 af de 286 valgmandsstemmer, hvilket bl.a. omfattede de fleste delstater uden for New England. Clay vandt 37,4% af vælgerstemmerne og 49 valgmandsstemmer, mens Wirt vandt 7,8% vælgerstemmerne og delstaten Vermont. Virginias guvernør John Floyd, som ikke havde ført aktivt valgkamp, vandt South Carolinas valgmandsstemmer. Efter valget dannede medlemmer af Det Nationalrepublikanske Parti og Anti-Masonic Party Whigpartiet, som blev demokraternes primære modstander i løbet af de næste to årtier.

### Primære kilder
- Præsidentvalget i 1832: En ressourcevejledning fra Library of Congress
- Bemærk: beretningen om stævnet i Niles' Weekly Register har flere oplysninger end de trykte artikler.
- Forhandlingerne af USA's Anti-Masonic Convention: afholdt i Philadelphia, 11. september 1830.

### Hjemmesider
- "Andrew Jackson (1829–1837)". AmericanPresident.org. Arkiveret fra originalen 26. juni 2003. Hentet 18. marts 2005.
- "A Historical Analysis of the Electoral College". The Green Papers. Hentet 20. marts 2005.
  - source for "Electoral college selection"

- "Pennsylvania Presidential Election Returns 1832". The Wilkes University Election Statistics Project: Pennsylvania Election Statistics: 1682–2006. Arkiveret fra originalen 15. maj 2005. Hentet 19. marts 2005.

## Eksterne links
- Valg af 1832 i Counting the Votes Arkiveret 12. oktober 2019 hos  Wayback Machine